# Перелік гіперболоїдних конструкцій

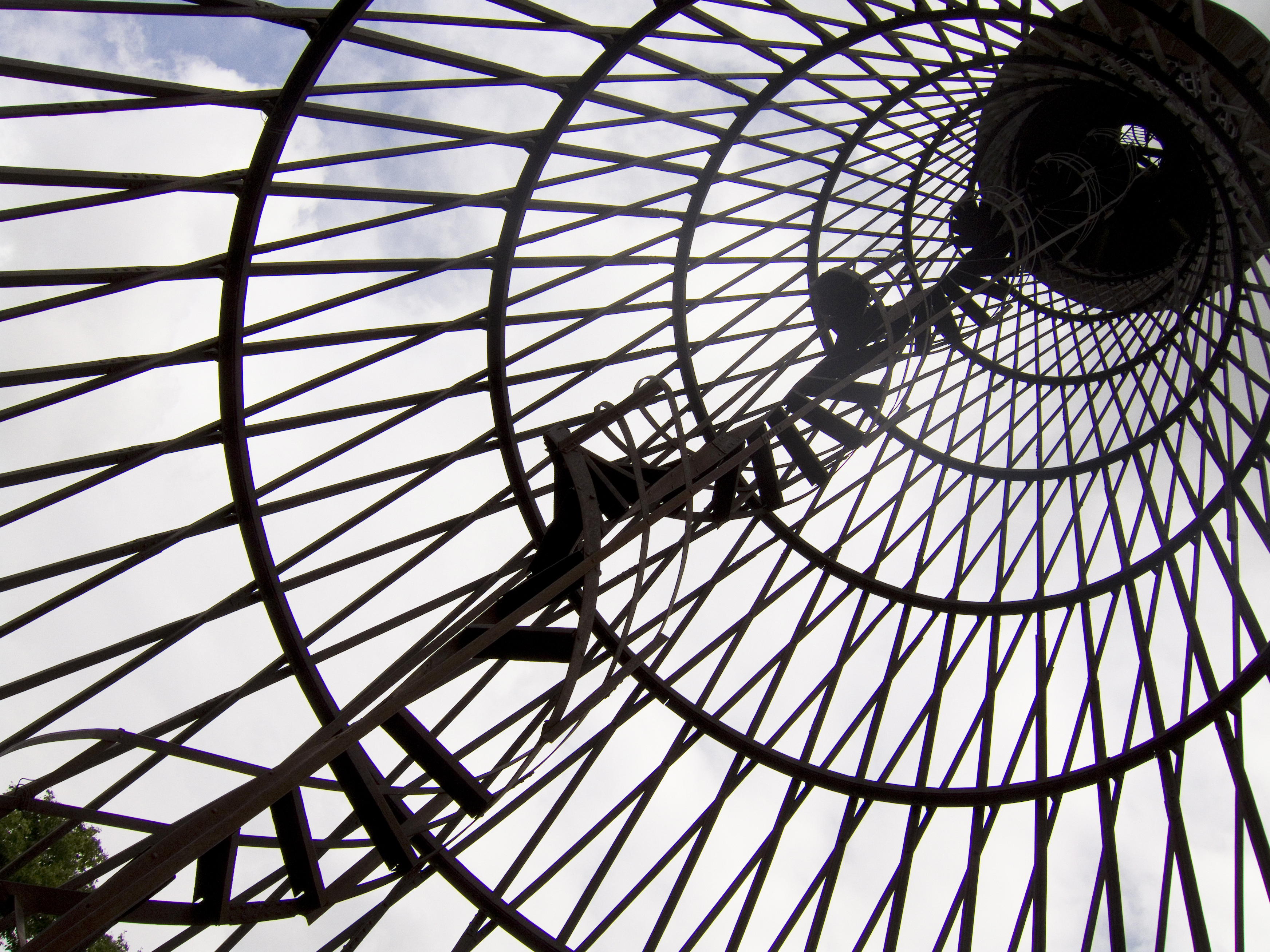
Шухівська вежа, вид з середини

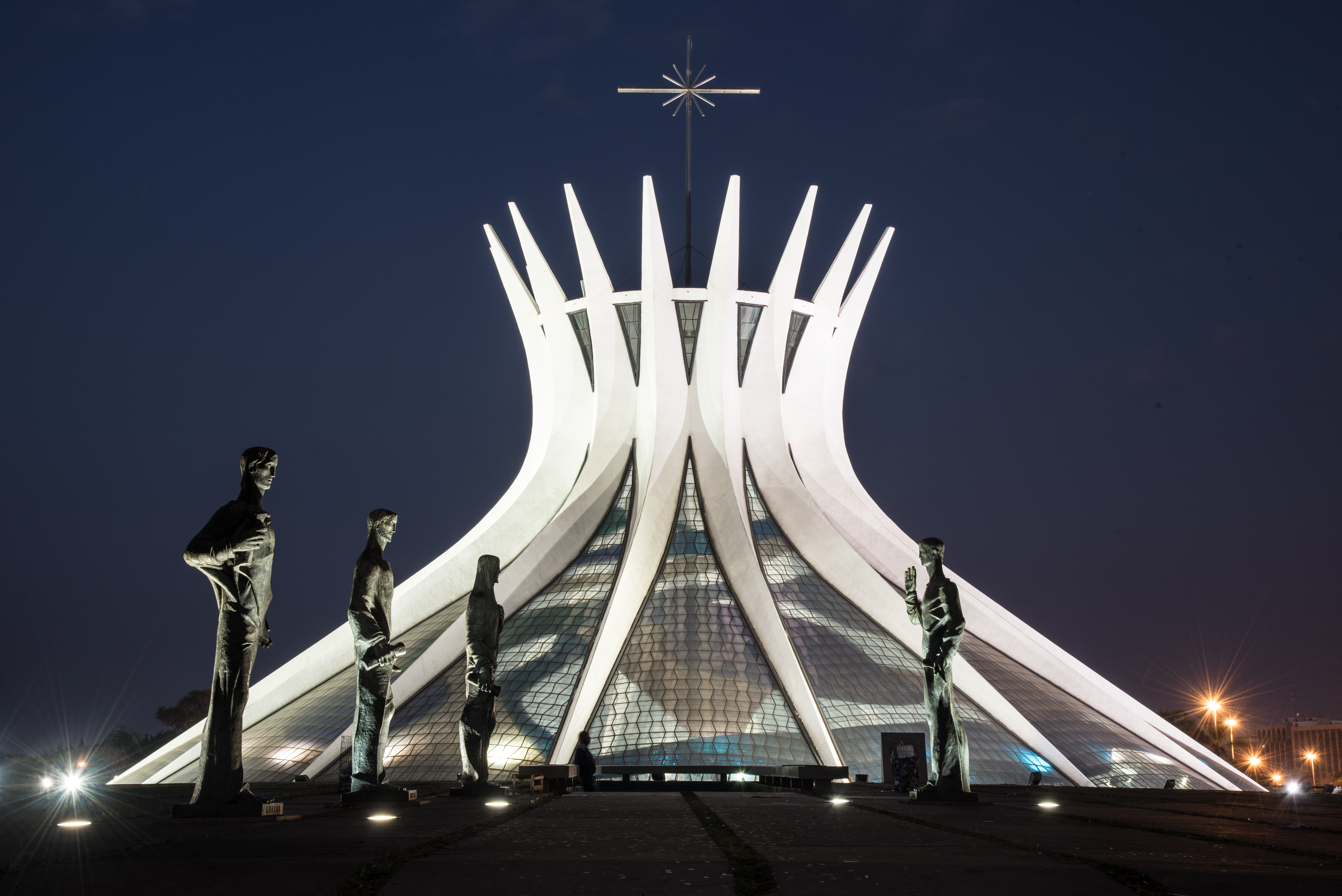
Собор Пресвятої Діви Марії (Бразиліа)

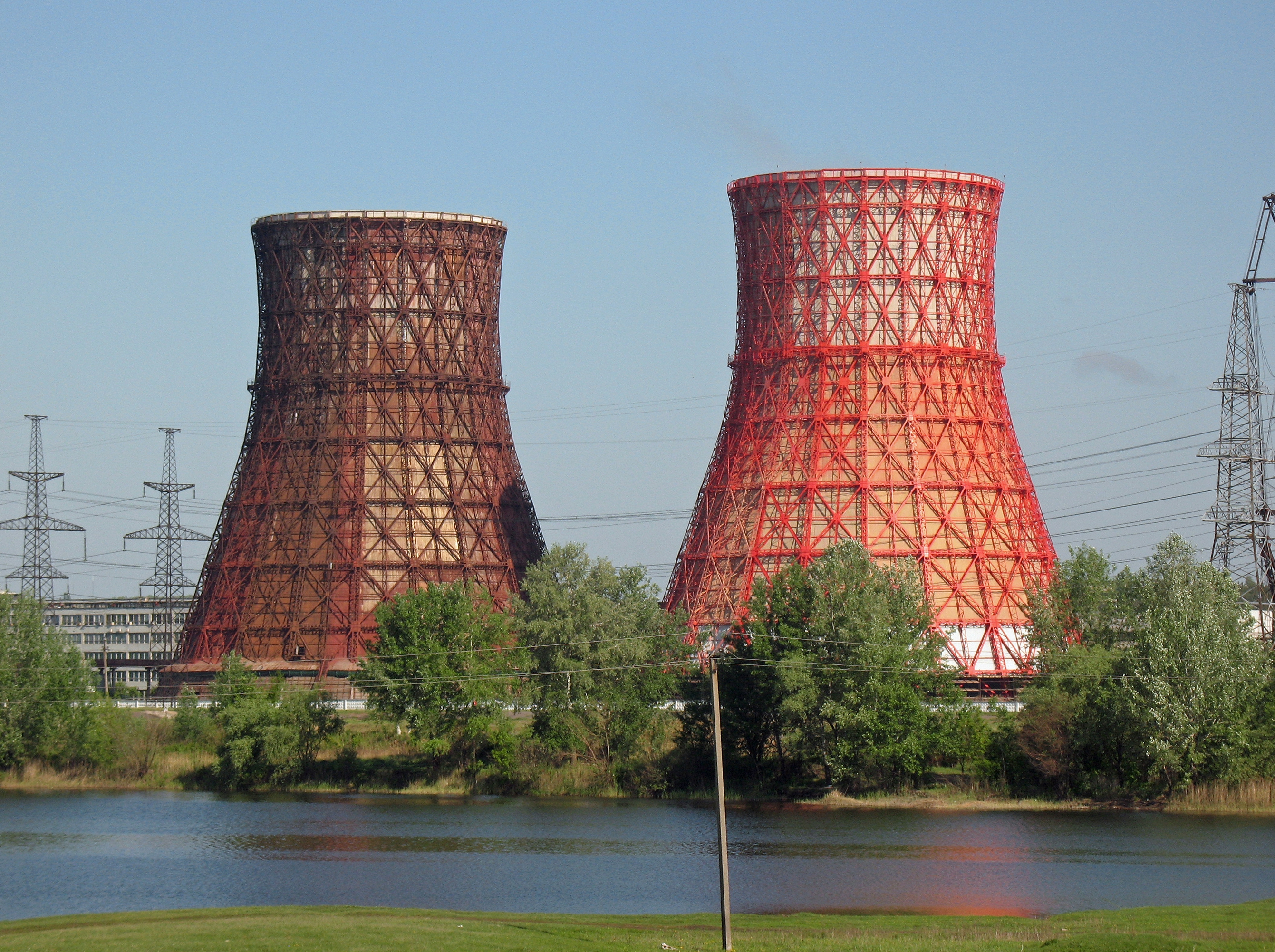
Градирня у формі гіперболоїду, Харківська ТЕЦ-5

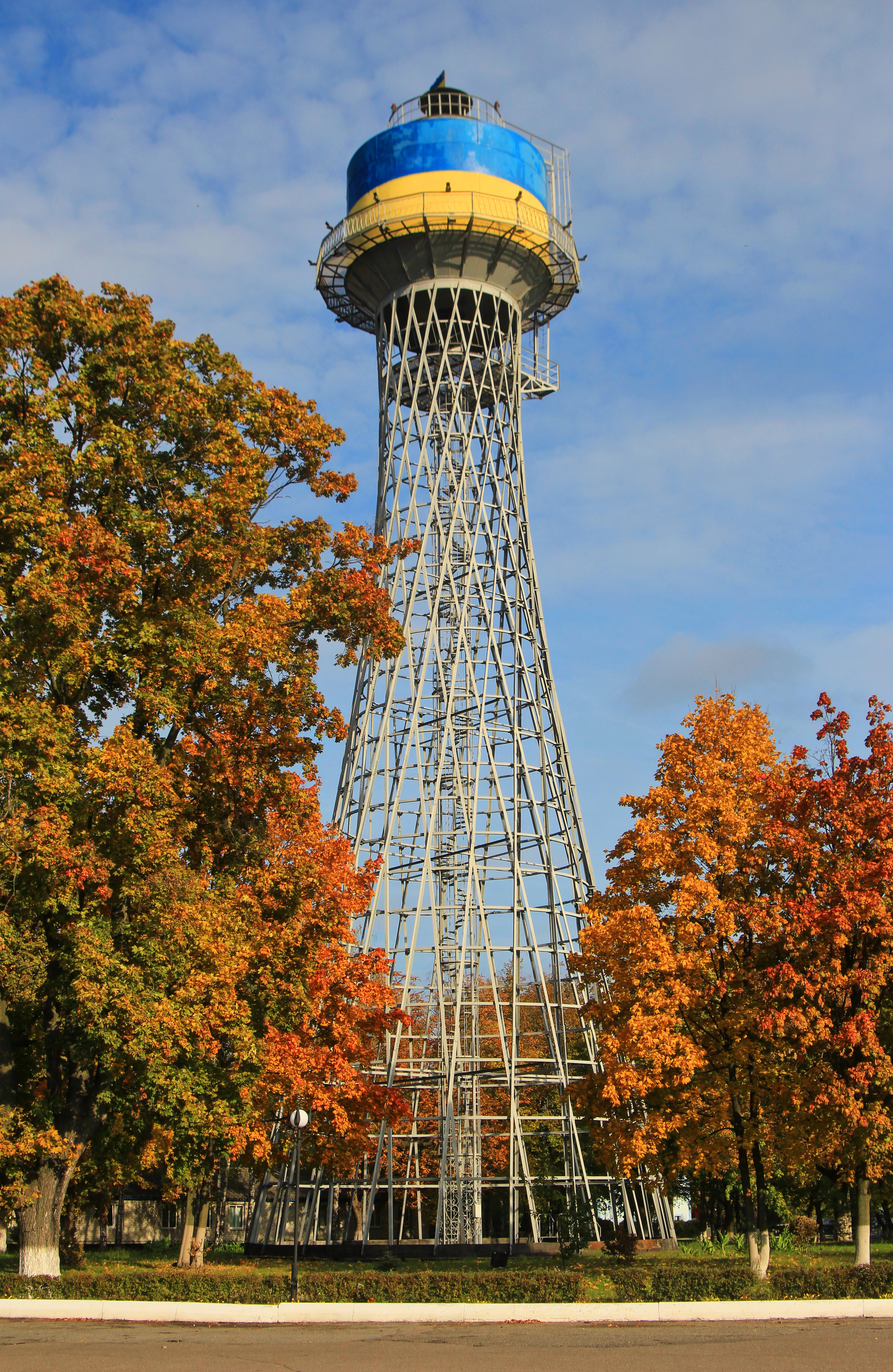
Черкаська гіперболоїдна вежа

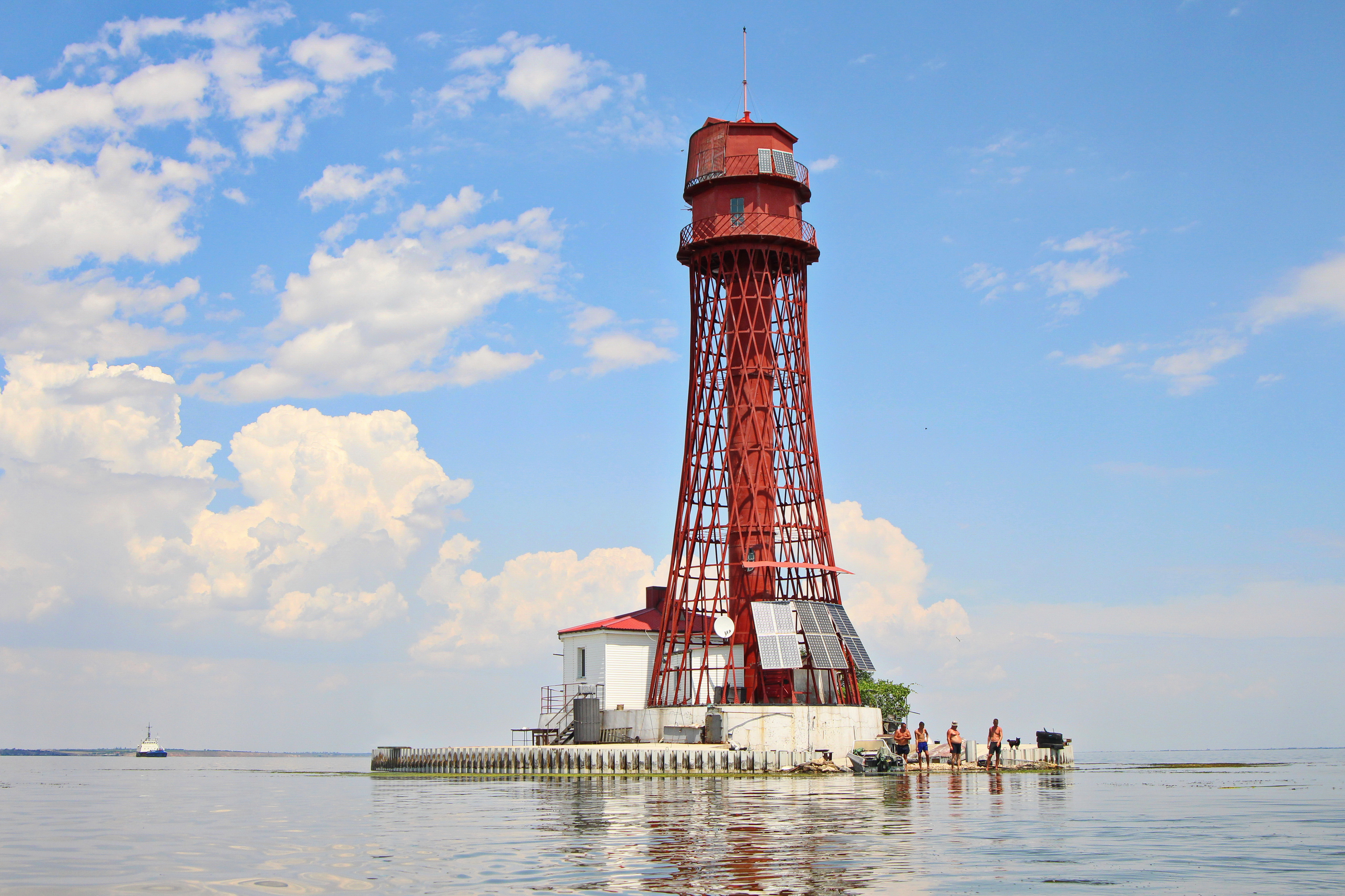
Станіславський маяк

Гіперболоїдні конструкції звичайно утворюють пересічними прямолінійними стрижнями, що містяться вздовж поверхні однопорожнього гіперболоїда. Найбільше відомою з таких конструкцій є вежа системи Шухова, за цією системою було побудовано більш як 200 сталевих споруд. За схемою гіперболоїдних конструкцій також будують градирні на теплових станціях.

## Реалізовані проєкти

### В Україні
- Аджигольський маяк, Херсонська область, гирло Дніпра (1911 рік, висота 64 м)
- Станіславський маяк, Херсонська область, гирло Дніпра (1911 рік, висота 26 м)
- Водонапірна вежа Шухова (Черкаси) (1914 рік, висота 34 м)
- Водонапірна вежа Шухова (Біла Церква), Київська область (1929 рік)
- Водонапірна вежа Шухова (Конотоп), Сумська область (1929 рік)
- Водонапірна вежа Шухова (Миколаїв) (1907 рік, висота 32 м[1])
- Водонапірна вежа Шухова (Помічна), Кіровоградська область (1932-34 роки)
- Водонапірна вежа Шухова (Полтава) (1913 року збудована і введена у експлуатацію у Харкові, висота 33,5 м, ємність бака 60000 відер[2]; законсервована з 1936 року[3]; у 1945 році розібрана, перевезена та встановлена у Полтаві з новим баком ємністю 800м куб.[4]; 14 грудня 1950 року введена в експлуатацію[5][6]; знята з експлуатації у середині 1960-х років; демонтована 2002 року[7][8]; станом на 2020 рік залишалися фрагменти кріплення опор вежі та підземні комунікації[9])
- Водонапірна вежа Шухова (Пісківка), Київська область (1920-ті рр.; до весни 2014 року не була відома)
- Водонапірна вежа Шухова (Шостка), Сумська область (1910-ті роки, територія заводу «Зірка», - досі використовується за своїм призначенням - забезпечення пожежно-технічною водою - ємність бака 500м куб.)
- Водонапірна вежа Шухова (Часів Яр), Донецька область (1920-ті роки, 5 листопада 2019 об’єкт водонапірна система «Вежа Шухова» внесено до Переліку як щойно виявлений об’єкт науки і техніки за категорією національного значення[10])
- Водонапірна вежа Шухова (Фастів), Київська область (демонтована 2011 року[1], за деякими джерелами 2012 року[11][12])

### В інших країнах
- Сіднейська телевежа, Австралія
- Собор Пресвятої Діви Марії (Бразиліа), Бразилія
- Храм Святого Сімейства, Барселона, Іспанія
- Хан Шатир, Астана, Казахстан
- Aspire Tower, Доха, Катар
- Телевежа Гуанчжоу, КНР
- Шуховська вежа (Цеханув), Польща
- Шуховська вежа (Викса), Нижньогородська область, Росія
- Вежа на Нижньогородському ярмарку (1898), Росія
- Шуховська вежа (Краснодар), Краснодарський край, Росія
- Шуховська вежа (Москва), Росія
- Шуховська вежа на Оці, Росія
- Шуховська вежа (Полібіно), Липецька область, Росія
- Водонапірна вежа в Лез-Ессар-ле-Руа, Іль-де-Франс, Франція
- Вежа Йештед, Ліберець, Чехія
- Вежа порту Кобе, Японія

## Нереалізовані проєкти
- Вежа Вортекс, Лондон, Велика Британія
- Криштальний острів, Москва, Росія
- Громадський комплекс «Писанка», Київ, Україна[13][14]